# Martín Lara
Martín Alonso Lara Collao (Valparaíso, Chile, 28 de diciembre de 2000) es un futbolista chileno. Juega como Volante en San Antonio Unido de la Segunda División Profesional de Chile.

## Carrera
Formado en Universidad Católica en el año 2017 por juvenil.

### Necaxa
En el año 2019, fue oficializado en el Club Necaxa como nuevo jugador, aparte paso de ser el jugador juvenil a un jugador profesional.

### Universidad de Concepción
En el año 2020, ha vuelto en el país de Chile para reforzar al nuevo club, y se trata de Universidad de Concepción.

## Selección nacional

### Selección sub-17
Se conoce en el fútbol en la selección chilena sub-17, y también en el Sudamericano sub-17 celebrado en Chile, en este torneo disputa todos los partidos con su selección, consiguiendo un cupo al Mundial sub-17 por el subcampeonato logrado por Chile.
En la Copa Mundial de Fútbol Sub-17 de 2017 participa con Chile y jugó los tres partidos que disputa su selección.

#### Participaciones en Sudamericanos
| Mundial                                | Sede  | PJ | Goles | Resultado  |
| -------------------------------------- | ----- | -- | ----- | ---------- |
| Campeonato Sudamericano Sub-17 de 2017 | Chile | 8  | 0     | Subcampeón |

#### Participaciones en Copas del Mundo
| Mundial                               | Sede  | PJ | Goles | Resultado      |
| ------------------------------------- | ----- | -- | ----- | -------------- |
| Copa Mundial de Fútbol Sub-17 de 2017 | India | 3  | 0     | Fase de grupos |

## Estadísticas

### Clubes
| Club                              | Div.       | Temporada  | Liga  | Liga  | Copas nacionales | Copas nacionales | Torneos internacionales | Torneos internacionales | Total | Total |
| Club                              | Div.       | Temporada  | Part. | Goles | Part.            | Goles            | Part.                   | Goles                   | Part. | Goles |
| --------------------------------- | ---------- | ---------- | ----- | ----- | ---------------- | ---------------- | ----------------------- | ----------------------- | ----- | ----- |
| Necaxa · México                   | 1.ª        | 2019-20    | —     | —     | 3                | 0                | —                       | —                       | 3     | 0     |
| Necaxa · México                   | Total club | Total club | 3     | 0     | 0                | 0                | 0                       | 0                       | 3     | 0     |
| Universidad de Concepción · Chile | 1.ª        | 2020       | 9     | 0     | —                | —                | —                       | —                       | 9     | 0     |
| Universidad de Concepción · Chile | Total club | Total club | 9     | 0     | 0                | 0                | 0                       | 0                       | 9     | 0     |
| Deportes Melipilla · Chile        | 1.ª        | 2021       | 11    | 0     | 0                | 0                | —                       | —                       | 11    | 0     |
| Deportes Melipilla · Chile        | Total club | Total club | 11    | 0     | 0                | 0                | 0                       | 0                       | 11    | 0     |
| Deportes Temuco · Chile           | 2.ª        | 2022       | 24    | 2     | 1                | 0                | —                       | —                       | 25    | 2     |
| Deportes Temuco · Chile           | Total club | Total club | 24    | 2     | 1                | 0                | 0                       | 0                       | 25    | 2     |
| Total club                        | Total club | Total club | 44    | 2     | 4                | 0                | 0                       | 0                       | 48    | 2     |
| 1. 2.                             |            |            |       |       |                  |                  |                         |                         |       |       |